# 1957 코파 델 헤네랄리시모 결승전
1957 코파 델 헤네랄리시모 결승전(스페인어: La Final de la Copa del Generalísimo de 1957)은 현재 코파 델 레이로 알려진 스페인 컵대회의 53번째 결승전이다. 이 경기는 1957년 6월 16일, 바르셀로나의 몬주이크에서 열렸고, 바르셀로나가 에스파뇰을 1-0으로 이기고 우승을 거두었다.

## 상세 경기 정보
| 바르셀로나   | 1–0               | 에스파뇰 |
| ------------ | ----------------- | -------- |
| 삼페드로 80′ | 리포트 (스페인어) |          |

| 바르셀로나:     |    |                       |
|                 |    |                       |
| GK              | 1  | 안토니 라마예츠       |
| DF              | 2  | 페란 올리베야         |
| DF              | 3  | 호아킴 브루게         |
| DF              | 4  | 후안 세가라 (주장)    |
| MF              | 5  | 마르티 베르헤스       |
| MF              | 6  | 엔리크 헨사나         |
| FW              | 7  | 에스타니슬라오 바소라 |
| FW              | 8  | 라몬 비야베르데       |
| FW              | 9  | 에울로히오 마르티네스 |
| FW              | 10 | 쿠벌러 라슬로         |
| FW              | 11 | 프란시스코 삼페드로   |
| 감독:           |    |                       |
| 도메네크 발마냐 |    |                       |

| 에스파뇰:       |    |                     |
|                 |    |                     |
| GK              | 1  | 호세 비센테         |
| DF              | 2  | 안토니오 아르힐레스 |
| DF              | 3  | 카타 (주장)         |
| DF              | 4  | 아구스틴 파우라     |
| MF              | 5  | 에밀리오 가미스     |
| MF              | 6  | 다비드 카사미티아나 |
| FW              | 7  | 호세 마리아 루이스  |
| FW              | 8  | 오스왈도            |
| FW              | 9  | 안토니오 크루에야스 |
| FW              | 10 | 호세 사스트레       |
| FW              | 11 | 오스카르 콜         |
| 감독:           |    |                     |
| 리카르도 사모라 |    |                     |

## 같이 보기
- 데르비 바르셀루니